# Notacanthus sexspinis
Notacanthus sexspinis är en fiskart som beskrevs av Richardson, 1846. Notacanthus sexspinis ingår i släktet Notacanthus, och familjen Notacanthidae. Inga underarter finns listade i Catalogue of Life.